# Dommage collatéral (film)
Pour les articles homonymes, voir Dommage collatéral.
Pour plus de détails, voir Fiche technique et Distribution.
Dommage collatéral ou Dommages collatéraux au Québec (Collateral Damage) est un film américano-mexicain réalisé par Andrew Davis et sorti en 2002.

## Synopsis
Gordon « Gordy » Brewer est un capitaine des pompiers de Los Angeles. Avec son épouse Anne, infirmière, ils ont un jeune fils, Matt. En attendant Gordon, Anne et Matt s'achètent à manger et s'installent sur une terrasse au pied d'un immeuble. Un policier gare sa moto le long du trottoir et verbalise le conducteur d'une automobile, puis il observe les alentours en déambulant. Un convoi de voitures officielles arrive et se gare devant l'immeuble qui héberge le consulat colombien. Des agents de sécurité en descendent pour escorter les personnalités. Gordon arrive en voiture et se gare à proximité. Il demande aussitôt au policier s'il peut laisser sa voiture stationnée là juste cinq minutes, ce que le policier autorise. Matt aperçoit son père qui approche et ils se font signe. La délégation se dirige vers l'entrée du bâtiment lorsqu'une bombe cachée dans la moto du policier explose. Brewer veut courir vers sa famille, mais un taxi qui passe dans la rue le percute et le blesse.
Les secours arrivent et s'activent. L'attentat a blessé une vingtaine de personnes et en a tué neuf : Anne et Matt, ainsi que des militaires colombiens, des militaires américains et des agents de la CIA. Peter Brandt, agent spécial de la CIA chargé de la Colombie, ainsi que le vice-ministre des Affaires étrangères, chargé de l'Amérique latine, sont indemnes. Gordon est emmené à l'hôpital ; hébété, il ne dit presque rien. Jack, Roman puis Ronnie, ses collègues et amis pompiers lui tiennent compagnie. Ronnie annonce que la bombe était cachée dans une moto de police volée. Brewer dit qu'il a parlé à un policier et quitte l'hôpital. Il est reçu par Joe Phipps, agent spécial de la brigade antiterroriste du FBI. Brewer visionne les bandes de vidéosurveillance et reconnait le policier. Phipps lui révèle que c'est le terroriste colombien Claudio Perrini, qui se fait appeler « El Lobo » (Le Loup). Brewer culpabilise, car c'est parce qu'il avait du retard qu'Anne et Matt l'attendaient là. Phipps lui présente Brandt qui lui donne sa carte de visite. La télévision diffuse une vidéo envoyée aux responsables du contre-terrorisme du ministère des Affaires étrangères, dans laquelle un homme masqué se présentant comme « El Lobo » revendique l'attentat, en le justifiant comme représailles à l'oppression de la Colombie par les États-Unis. Celle-ci est suivie d'un reportage où Ephraim Ortiz-Dominguez, porte-paroles du Comité de solidarité d'Amérique latine, confirme que cet acte terroriste ne fait que répondre aux actes des Américains en Colombie, considérant que les victimes civiles américaines sont des « dommages collatéraux ». En rage, Brewer se rend aussitôt au siège de ce comité et fracasse tout dans le bureau d'Ortiz-Dominguez, avant de s'en prendre à lui. Il est alors stoppé par un tir de taser, déclenché par des agents du FBI. Brandt est durement réprimandé pour ce qui est arrivé par un Comité de surveillance du Sénat, qui met immédiatement fin à toutes les opérations de la CIA en Colombie. Brewer téléphone à Brandt, qui lui dit que, pour des raisons politiques, la traque d'El Lobo est bloquée pour le moment. Brewer décide alors de venger sa famille lui-même.
Brandt en colère retourne à Mompós et rencontre ses alliés paramilitaires pour planifier une offensive majeure pour éliminer El Lobo. Brewer se rend en Colombie pour débusquer personnellement Claudio Perrini. L'unité de Brandt est alertée de la présence de Brewer en Colombie. Arrivé au port de Mompós, Brewer doit alors se procurer un laissez-passer pour entrer dans la zone de guérilla en amont. Un vendeur à la sauvette l'aborde et le reconnait au signalement qui a été diffusé pour son entrée illégale sur le territoire colombien. Il va le dénoncer à la police. Brewer assiste à une altercation entre deux hommes et une jeune femme nommée Selena, accompagnée de son fils Mauro, et il s'interpose. Des guérilleros qui ont repéré Brewer commencent à l'encercler discrètement pour tenter de l'enlever. À cet instant, la police nationale intervient et l'interpelle ainsi qu'une partie des guérilleros. Ils sont emprisonnés. Brewer fait connaissance avec son voisin de cellule, Sean Armstrong, mécanicien canadien, à qui il demande de lui vendre son laissez-passer mais qui refuse. El Lobo et ses guérilleros attaquent la prison pour faire évader leurs camarades et enlever Brewer, pour ensuite réclamer une forte rançon contre sa libération. Brandt, informé de l'attaque en cours, organise une vaste opération dans la précipitation. Mais un incendie se déclenche et se propage rapidement dans la prison. Après avoir libéré ses hommes, El Lobo renonce à s'emparer de Brewer et préfère le laisser brûler dans sa cellule. Brandt et ses hommes interviennent trop tard. Brewer réussit à s'échapper en soutirant son laissez-passer à Armstrong contre sa sortie de cellule où il aurait dû périr carbonisé. Armstrong lui dit de se faire passer pour son remplaçant comme mécanicien. Brewer remonte le fleuve. Mais son bateau est arraisonné par celui des guérilleros.
Brewer se fait passer pour Heinrich Beckmann auprès d'un certain Felix qui attendait le mécanicien. Felix l'emmène jusqu'à son hacienda qui sert de lieu de fabrication de cocaïne, pour réparer un moteur poussif qui a du mal à suivre la cadence. Dans son camp, Claudio Perrini est avisé de l'arrivée de Brewer/Beckmann et tue l'homme qui n'a pas su découvrir la supercherie. Tout en faisant mine de réparer le moteur, Brewer installe des systèmes explosifs dans la cour de l'hacienda quand, à la nuit tombée, un camion rempli de guérilleros débarque. Brewer déclenche alors une série d'explosions, détruisant le stock de cocaïne. Le chef du commando tue Felix et, profitant de la panique, Brewer se suspend sous le camion lorsque celui-ci repart. Le camion arrive à San Pablo, à l'hacienda de Claudio. Brewer installe quelques grenades avec un système de retardement et sort de la propriété. Il voit alors arriver dans la rue Selena et Mauro et les plaque au sol lorsque retentit une première explosion. Claudio, sorti de sa maison juste avant, tabasse Brewer et veut le tuer mais Selena s'interpose. Prisonnier, Brewer apprend que Selena est la femme de Claudio. Lors d'une bagarre, Brewer tente de tuer Claudio. Reprenant ses esprits, il assiste à une discussion animée entre Claudio et Selena qui explique à son mari comment précédemment Brewer s'est interposé à Mompós. À l'aide de photos prises par satellite, Brandt découvre ce qui s'est passé dans la nuit à San Pablo suivi du déménagement des guérilleros pour un campement dans la jungle. Il décide d'attaquer ce camp de base pour y « sauver un citoyen américain blessé et torturé ». Selena explique à Brewer que Claudio était un paisible instituteur ; ensemble, ils avaient une fille, jusqu'au jour où un commando dirigé par des Américains est venu attaquer le village et que leur fille en est morte. Le même jour, Selena a alors adopté Mauro, devenu orphelin lors de l'attaque. C'est depuis ce jour que Claudio a rejoint la guérilla, vouant une haine implacable aux Américains. Alors que deux hélicoptères de combat américains approchent du camp, Selena libère Brewer en lui demandant de les protéger, Mauro et elle, lui avouant que Claudio est parti à Washington pour faire exploser une autre bombe. Le camp est mitraillé et bombardé par les hélicoptères. Brandt retrouve Brewer qui lui dit que Claudio est déjà à Washington et que Selena et Mauro vont l'accompagner pour aider à repérer Claudio.

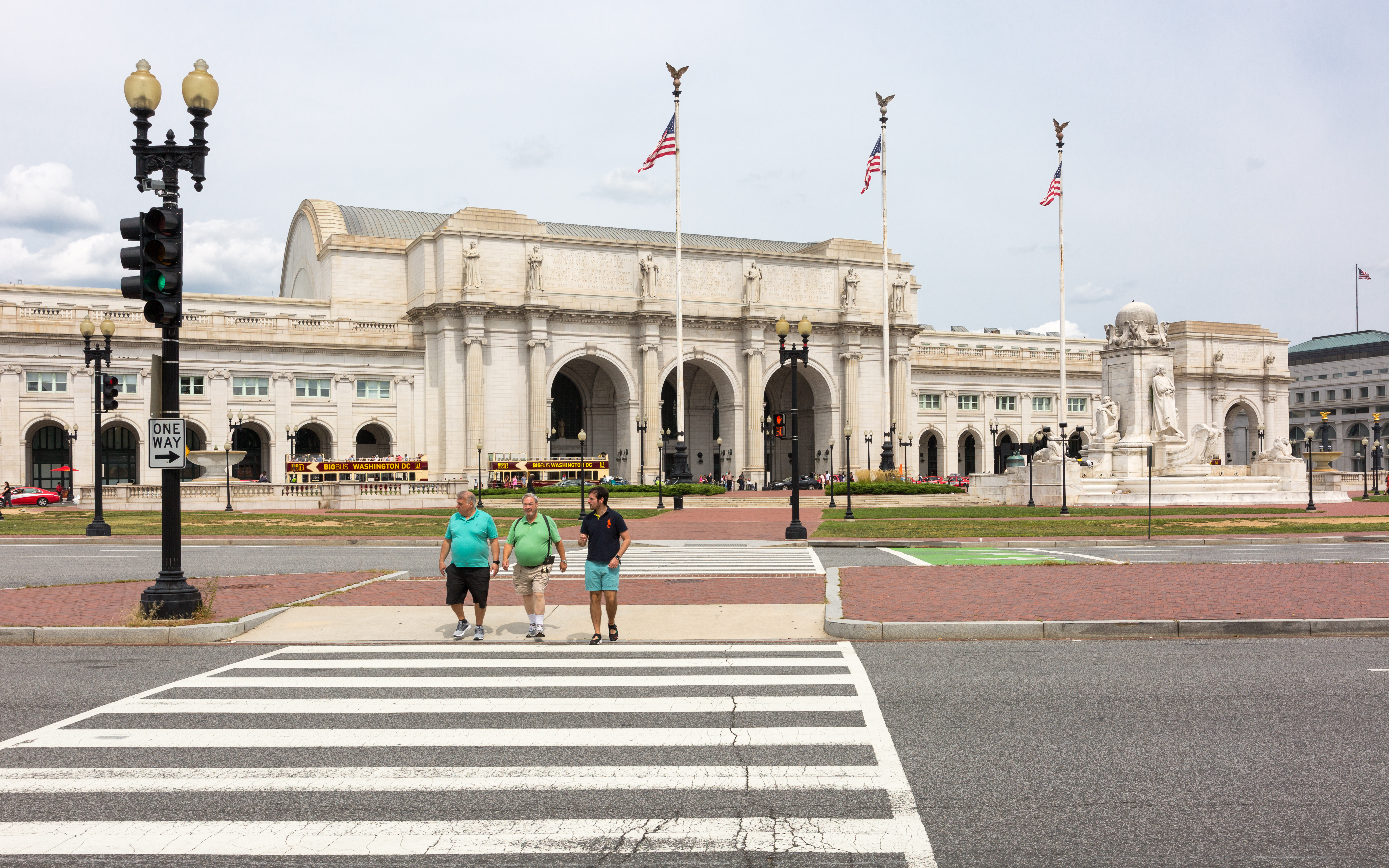
La gare de Union Station à Washington.

Le grand hall de la gare.

Claudio arrive à Washington. À l'annexe Dulles des Affaires étrangères, un message audio d'El Lobo annonce qu'une bombe a été posée dans la capitale, qu'elle va provoquer de nombreuses victimes et qu'il est déjà trop tard pour la trouver. Il exige des Américains qu'ils cessent leurs actions en Colombie. Pendant que Brandt, Brewer, Selena et Mauro arrivent à l'annexe, Claudio dépose discrètement un attaché-case dans le grand hall animé d'une gare. L’agent Phipps et son adjoint Dray montrent à Selena différents bâtiments à colonnades de la capitale pouvant correspondre à celui que Claudio envisage de faire sauter. Dans le hall de la gare, un SDF repère l'attaché-case, le prend et s'éloigne. Claudio et un complice se préparent à l’intérieur d'un fourgon utilitaire. Selena indique que le bâtiment visé est celui de la gare de Union Station, principale gare de la capitale. Pendant que Dray part visionner les enregistrements vidéo récents relatifs à cette gare, des agents y partent en nombre. De son côté, Claudio rentre en moto à l'intérieur des sous-sols d'un bâtiment pourvu de longs couloirs et le fourgon y pénètre par une autre entrée et s'y gare. Une secrétaire d'État arrive à l'annexe Dulles et remercie Selena pour sa collaboration. Des clichés en provenance de Union Station montrent la présence de Claudio, confirmée par Selena, il y a moins d'un quart d'heure, arrivant avec un attaché-case et repartant sans. Toujours dans des couloirs déserts, Claudio continue d'avancer. Les agents ratissent la gare à la recherche de l'attaché-case pendant qu'aux toilettes, le SDF essaie de l’ouvrir. À l'annexe, Selena insiste pour que Mauro la suive aux toilettes, ce qu'il refuse. Peu de temps après, Brewer fait la relation entre un geste saccadé que Selena vient d'avoir envers son fils et celui qui conclut les vidéos d'El Lobo quand il dit « Sangre o Libertad » : pour lui, El Lobo n'est autre que Selena. À la gare, les agents spéciaux interviennent brutalement dans les toilettes, défonçant la porte où se trouve le SDF, laissant tomber l'attaché-case qui s'ouvre, vide. Selena tue la femme agent qui l'accompagnait, lui prend son pistolet, ses papiers et son badge. Brewer voit l'agent assassinée et part à la poursuite de Selena, qui prend un ascenseur juste avant lui. Il repense alors à leur passage à l’aéroport et leur entrée à l'annexe, et revoit Mauro faisant passer un jouet dinosaure en dehors du détecteur de métaux. Il débarque au centre de contrôle, arrache le jouet des mains de Mauro, demande à tout le monde d'évacuer et lance le dinosaure à travers la verrière qui surplombe la salle. Une explosion a cependant lieu, déclenchant un incendie dans la salle. À ce signal, le complice de Claudio active un système explosif à retardement dans son camion et s'éloigne. Brandt essaie d'arrêter Selena mais se fait tuer. Brewer ouvre en force la porte d'accès à la cage de l'ascenseur et descend à toute vitesse le long des câbles. Quand il atteint l'intérieur de l'ascenseur, Selena en est déjà partie par la trappe inférieure. Ils se combattent sous l'ascenseur et Selena arrive à s'échapper.
Selena parvient aux sous-sols où elle rejoint Claudio qui l'attendait en moto, et ils s'en vont à toute vitesse. Brewer voit un poste informatique de contrôle de gaz et de sprinklers dans lequel de nombreux écrans montrent la progression en moto des deux fuyards. Il enclenche la fermeture de grilles en travers des couloirs, ce qui arrête Claudio et Selena qui décident de revenir au poste de contrôle. Muni d'une hache d'incendie, Brewer perce les tuyaux de gaz devant le poste de contrôle. Selena tire au revolver sur Brewer, déclenchant une inflammation du gaz qui rattrape la moto et emplit tout le couloir. Brewer a juste le temps de se protéger derrière un escalier. Allant constater les dégâts, il est assailli par Selena et Claudio. Il envoie Selena au travers du poste informatique, ce qui l'électrocute. Fou de rage, Claudio tabasse Brewer puis commence à composer un numéro de téléphone pour déclencher une explosion dans le camion garé dans les sous-sols. Avant qu'il ait fini, Brewer le stoppe en lui jetant la hache d'incendie en pleine poitrine. Quelques instants après, Brewer rejoint Phipps et Dray à l'extérieur du bâtiment, puis prend Mauro qui a l'air content, et s'en va avec lui.

## Fiche technique
Sauf indication contraire, les informations mentionnées dans cette section peuvent être confirmées par la base de données cinématographiques IMDb,  présente dans la section « Liens externes ».
- Titre original : Collateral Damage
- Titre français : Dommage collatéral
- Titre québécois : Dommages collatéraux
- Réalisation : Andrew Davis
- Scénario : David Griffiths et Peter Griffiths, avec la participation non créditée de Nicholas Meyer, d'après une histoire de David Griffiths, Peter Griffiths et Ronald Roose
- Musique : Graeme Revell
- Direction artistique : Marc Fisichella, Richard Reseigne et Theresa Wachter
- Décors : Philip Rosenberg
- Costumes : James W. Tyson
- Photographie : Adam Greenberg
- Montage : Dov Hoenig et Dennis Virkler
- Production : David Foster et Steven Reuther
  - Production déléguée : Hawk Koch et Nicholas Meyer
- Sociétés de production : Warner Bros. et Bel Air Entertainment ; David Foster Productions et Hacienda Productions (coproductions)
- Société de distribution : Warner Bros.
- Budget : 85 millions de dollars[réf. nécessaire]
- Pays de production :  États-Unis,  Mexique
- Langues originales : anglais, espagnol
- Genres : action, drame, thriller
- Durée : 108 minutes
- Dates de sortie :
  - États-Unis : 4 février 2002 (avant-première) ; 8 février 2002 (sortie nationale)
  - Belgique : 3 avril 2002
  - France : 3 juillet 2002
- Classification[1] :
  - États-Unis : R
  - France : interdit aux moins de 12 ans

## Distribution
- Arnold Schwarzenegger (VF : Daniel Beretta ; VQ : Yves Corbeil) : Gordon « Gordy » Brewer, capitaine du LAFD
- Elias Koteas (VF : Cyrille Monge ; VQ : Daniel Picard) : Peter Brandt, agent spécial de la CIA chargé de la Colombie (Amérique latine)
- Francesca Neri (VF : Ivana Coppola ; VQ : Nathalie Coupal) : Selena Perrini
- Cliff Curtis (VF : Diego Asensio ; VQ : Luis de Cespedes) : Claudio Perrini dit « El Lobo »
- John Leguizamo (VF : Emmanuel Garijo ; VQ : Hugolin Chevrette) : Felix Ramirez
- John Turturro (VF : Dominique Collignon-Maurin ; VQ : François Caffiaux) : Sean Armstrong
- Miguel Sandoval (VF : Marc Alfos ; VQ : Alain Gélinas) : Joe Phipps, agent spécial de la brigade antiterroriste du FBI
- Harry Lennix (VF : Bruno Dubernat ; VQ : Marc-André Bélanger) : Dray
- Madison Mason (VF : Jacques Brunet) : Le sous-secrétaire Shrub
- Jorge Zepeda (VF : Philippe Peythieu) : Rocha
- Jsu Garcia (VF : Javier Cruz) : Roman, bras droit d'El Lobo
- Michael Milhoan (VQ : Marc Bellier) : Jack, collègue pompier de Gordon
- Raymond Cruz (VQ : Patrice Dubois) : Junior, collègue pompier de Gordon
- Millie Slavin (VF : Jacqueline Cohen) : Barbara Ramsey
- J. Kenneth Campbell (VF : Michel Vigné ; VQ : Éric Gaudry) : Ed Coonts, ancien conseiller militaire en Colombie
- Tyler Posey : Mauro, fils adoptif de Selena et de Claudio
- Lindsay Frost (VF : Annie Milon ; VQ : Anne Dorval) : Anne Brewer
- Ethan Dampf (en) : Matt Brewer, fils de Gordon Brewer
- Rick Worthy (en) (VQ : Jean-François Beaupré) : Ronnie, collègue pompier de Gordon
- Michael Cavanaugh (en) (VF : Gabriel Le Doze ; VQ : Jean-René Ouellet) : Paul Devereaux
- Nicholas Pryor : le sénateur Delich
- Jane Lynch (VF : Martine Irzenski) : Agent Russo
- Jack Conley : un expert de la police
- Bruce Ramsay : l'adjoint de Brandt

Version française (V. F.) Version québécoise (V. Q.)

## Production

### Tournage
Le tournage a lieu à Los Angeles, New York et Washington, D.C.. Les scènes représentant la Colombie sont tournées dans la ville de Coatepec en Veracruz, au Mexique.

### Musique
La musique du film est composée par Graeme Revell :
- Century City Bombing (4:25)
- Remembering (0:48)
- The CIA (2:01)
- Journey to Columbia (4:28)
- The Roadblock (3:35)
- Journey up the river (3:11)
- The Lone Wolf (2:11)
- Selena's Story (1:33)
- Village Massacre (2:58)
- On the Trail (2:07)
- Going Down (2:26)
- Subterranean Chase (1:19)
- End Game (2:34)
- It's Over (1:48)

On peut également entendre dans le film : Sindrome de caim (Bang Bang-Long) de DJ Jamaika (pt), Chegando Devagar de DJ Jamaika et Selena's Song de Salvatore Basile, ainsi que la musique non mentionnée dans le générique Amazing Grace de John Newton (1779).

## Sortie et accueil

### Date de sortie
Le film devait initialement sortir fin 2001 aux États-Unis, mais les attentats du 11 septembre ont contraint la production à repousser la date[réf. nécessaire].

### Critique
Sur l'agrégateur américain Rotten Tomatoes, le film récolte 19 % d'opinions favorables pour 142 critiques. Sur Metacritic, il obtient une note moyenne de 33⁄100 pour 34 critiques.
En France, le site Allociné propose une note moyenne de 2,1⁄5 à partir de l'interprétation de critiques provenant de 15 titres de presse.